# Höhlenort Rübeland
Der Höhlenort Rübeland ist eine Ortschaft der Stadt Oberharz am Brocken im Landkreis Harz in Sachsen-Anhalt. Die Ortschaft besteht aus den Ortsteilen Höhlenort Rübeland, Susenburg und Neuwerk. Kreuztal gehört ebenfalls dazu. Der Ort zählt etwa 1400 Einwohner (2011).

## Geografische Lage
Rübeland liegt im Mittelgebirge Harz an der Bode. Durch den Ort führen die Rübelandbahn und die Bundesstraße 27, von der in der Ortsmitte eine Verbindungsstraße zur Bundesstraße 81 abzweigt. Südlich des Ortes erstreckt sich die Rappbode-Talsperre. Der Untergrund des Gebietes um Rübeland wird von mittel- bis oberdevonischen Kalksteinen des Elbingeröder Komplexes aufgebaut, die in Klippen im Bereich des Bodetales zutage treten.

### Ortsname
Der Ursprung des Ortsnamens Rübeland ist bis heute nicht eindeutig geklärt; folgende Versionen sind verbreitet: Rovesland = Räuberland = Rübeland; Rovesland = raues Land (Klima) = Rübeland; Rovesland = raues Land (den Menschenschlag betreffend) = Rübeland sowie Kombinationen dieser Herleitungen.
Vor der heutigen Bezeichnung wurde die Region Birkenfeld, wahrscheinlich nach dem Namen der gleichnamigen Burg (heutige Burgruine Birkenfeld) benannt.
Erst im Jahr 2004 wurde der Name des Ortes „Höhlenort Rübeland“ geändert – ein dem Stadtmarketing dienender Hinweis auf die wirtschaftliche und touristische Bedeutung der umliegenden Kalkhöhlen.

## Geschichte
Spuren von Jägern in der Altsteinzeit um 100.000 bis 40.000 v. Chr. sind in der Umgebung der Höhlen bei Rübeland durch Artefakte wie Steinwerkzeuge und Scherben nachweisbar.
Ständig besiedelt war die Region ab 714. Ritter Werner von Birkenfeld besaß um 1134 die gleichnamige Burg. Die Elbingeroder Chronik von 1320 erwähnt eine Eisenerzhütte. 1344 wurden die Grafen Albert und Bernhard von Regenstein mit dem Stahlberg belehnt.
Die Entstehung des Ortes Rübeland wird in das 14. Jahrhundert datiert. 1436 wird ein Einwohner To dem Rouenlande genannt. Der steigende Bedarf am Rohstoff Holz förderte die seit 1536 nachweisbare Flößerei auf der Bode.
Zunehmende Bekanntheit erlangte der Ort im einstigen Herzogtum Braunschweig-Lüneburg durch die Baumannshöhle. Die Harzer Sagenwelt schreibt die Höhlenentdeckung einem Bergmann namens Friedrich Baumann zu, der sie auf der Suche nach Erzvorkommen gefunden habe. Ein Bergmann dieses Namens ist jedoch nicht nachweisbar und es ist heute bekannt, dass die Jahreszahl 1536 zu dieser Sage in der Zeit des Nationalsozialismus frei erfunden wurde, um auf ein passendes Datum für eine Jubiläumsfeier zu kommen. Der Ruf des Naturwunders der nach dem sagenhaften Baumann benannten Tropfsteinhöhle verbreitete sich schnell und zog schon im 16. Jahrhundert Besucher aus nah und fern an. Erste Höhlenführungen boten Rübeländer Einwohner, Hirten und Waldarbeiter an, die sich so ein Zubrot verdienten.

### 17. und 18. Jahrhundert

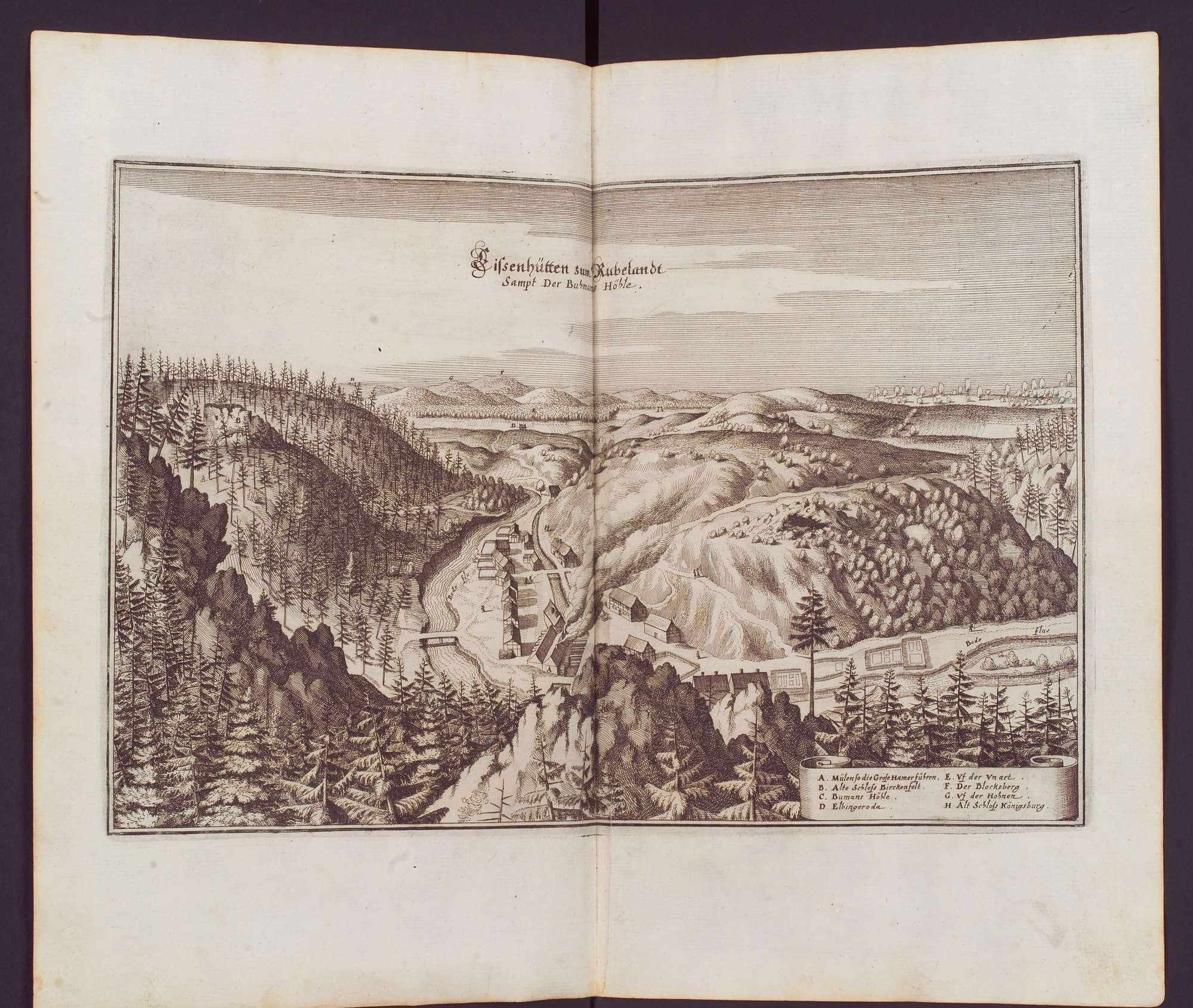
Merian-Stich von Rübeland um 1654

Im 17. Jahrhundert wirkte sich der Dreißigjährige Krieg auch auf den Harz aus. 1626 brannten die Truppen des kaiserlichen Generals Tilly den Ort Neuwerk nieder. Nach dem Krieg erlebte Rübeland eine erste Blüte. 1649 erhielten der Rübeländer Valentin Wagner und seine Familie, die das Haus in der heutigen Blankenburger Straße 37 besaß, das Privileg für offizielle Höhlenführungen. Dieses Vorrecht, beurkundet in einer Akte des fürstlichen Archivs Wolfenbüttel von 1668, übte Familie Wagner bis zu ihrem Aussterben Ende des 19. Jahrhunderts aus. Mit dem Naturschutz-Erlass für die Baumannshöhle, erlassen von Rudolf August, wurde 1668 der erste beamtete Höhlenführer im Harz bestallt.
Der Tourismus zur Baumannshöhle nahm stetig Aufschwung; binnen kurzer Zeit wurden mehrere Beschreibungen der Höhle verfasst. Um 1650 entstand durch Matthäus Merian ein Kupferstich des Ortes Rubelandt und der Buhmans Höhle (Topographia Germaniae). Am 10. April 1668 stellte Herzog Rudolf August von Braunschweig-Lüneburg die Baumannshöhle als erste Tropfsteinhöhle weltweit unter seinen Schutz. Im Juli 1672 verursachte ein Köhler einen Waldbrand auf dem Bielstein; bei den Aufräumungsarbeiten wurde eine weitere Höhle – die Bielshöhle – entdeckt. Die Baumannshöhle wurde 1688 auf Initiative der Familie Wagner mit einer verschließbaren Tür, Stufen, Leitern und Holzbrücken versehen. Um 1700 waren darin bereits fünf Höhlenabteilungen zugänglich sowie 33 Schaufiguren ausgewiesen.
1702 zeichnete Professor Hardt den ersten Höhlenplan, 1703 veröffentlichte Georg Henning Behrens seine Reisebeschreibung Hercynia Curiosa oder Curiöser Hartz-Wald..., in der er die Baumannshöhle zur „Königin aller Höhlen“ erhob und sehr viele Besucher erwähnte. Ab 1717 siedelte sich auch Industrie in Rübeland an; Mönche des nahen Klosters Michaelstein betrieben eine Marmormühle (1889 stillgelegt) im Kreuztal; ein Sägewerk und eine Pulvermühle (später Pappenfabrik, 1936 stillgelegt) nahmen ihren Betrieb auf. Im Jahr 1788 begannen regelmäßige Führungen auch in der kleineren Bielshöhle.
Der Prozess der 4 Oberfaktoren richtete sich 1725 auch gegen den Rübeländer Hüttenpächter Johann Heinrich Walther.

### 19. Jahrhundert

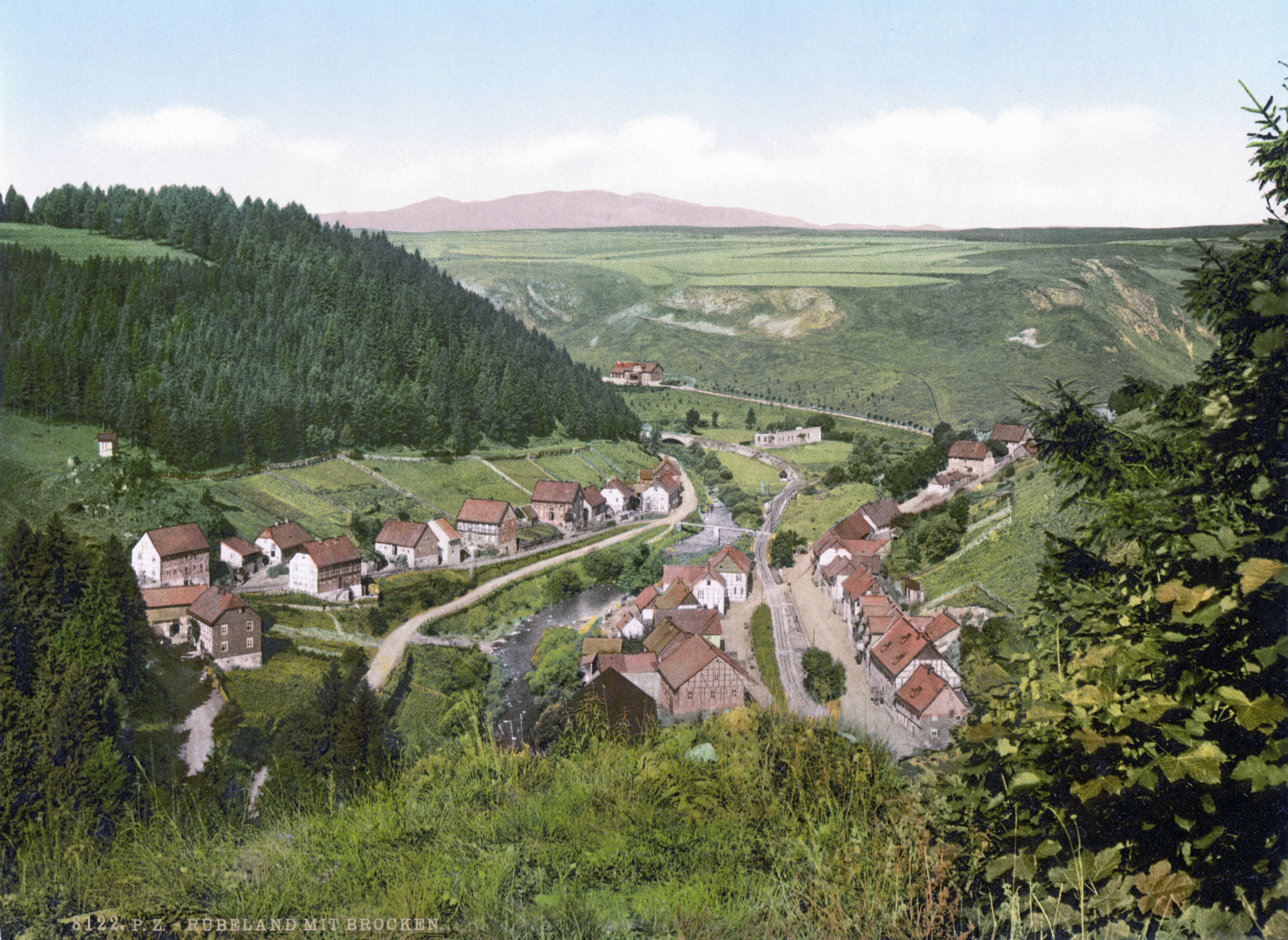
Rübeland mit Blick zum Brocken vor 1900, in der Bildmitte das Bahngleis der Rübelandbahn in Richtung Elbingerode

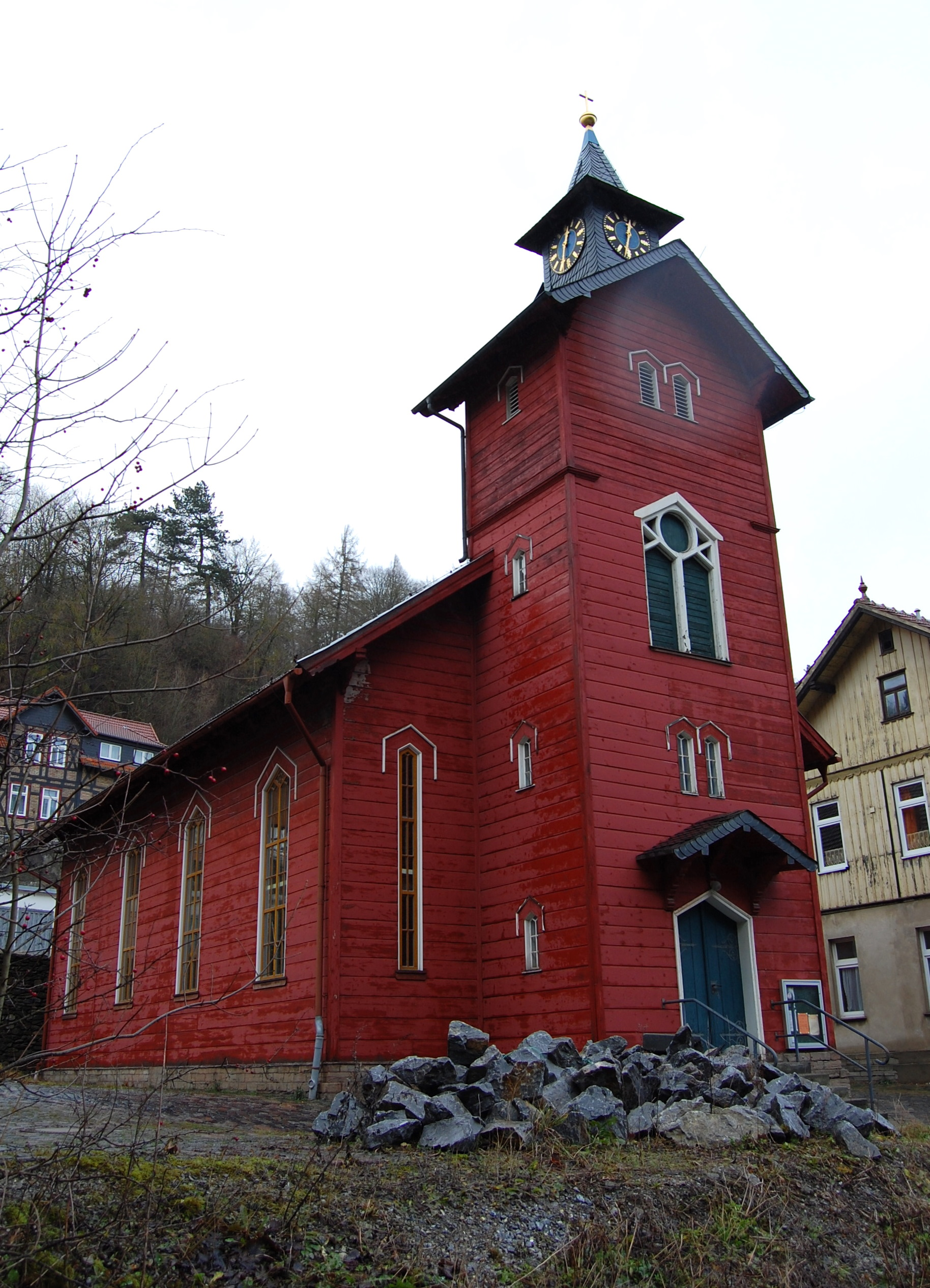
Dorfkirche Rübeland

Etwa um 1800 wurde der letzte Wolf der Region erlegt. 1848 errichtete man das Stauts´sche Haus. Dieses ehemalige Gutshaus der Stuterei im Nachbarort Hüttenrode wurde nach Ende der Pferdezucht und Verkauf des Grundstücks von einem Rübeländer Bürger erworben. Er trug es ab und baute es in der Burgstraße wieder auf, wo es als das Amt bekannt wurde. Die Dorfkirche Rübeland wurde 1868 geweiht. Im Jahr 1866 entdeckte der Straßenarbeiter Wilhelm Angerstein die Hermannshöhle.
Die Industrialisierung des späten 19. Jahrhunderts forderte neue Transportwege; die Halberstadt-Blankenburger Eisenbahn bezog auch Rübeland in ihr Netz ein – ab 1. November 1885 verband die Harzbahn (heute Rübelandbahn) den Ort mit Halberstadt und Tanne.
Der Aussichtspavillon auf dem Hohen Kleef wurde 1892 erbaut. 1896 erhielt Rübeland ein weiteres Wahrzeichen durch die Bärenplastik auf der Herzklippe. In Erinnerung an die Knochenfunde des Höhlenbären (Ursus spelaeus) in der Hermannshöhle lautet die Inschrift Dem letzten seines Stammes. Das Kunstwerk aus Eisenbeton besteht aus sechs Hohlteilen, wobei in den Sockel eine Flasche mit den Namen der Künstler eingelassen wurde.

### 20. Jahrhundert

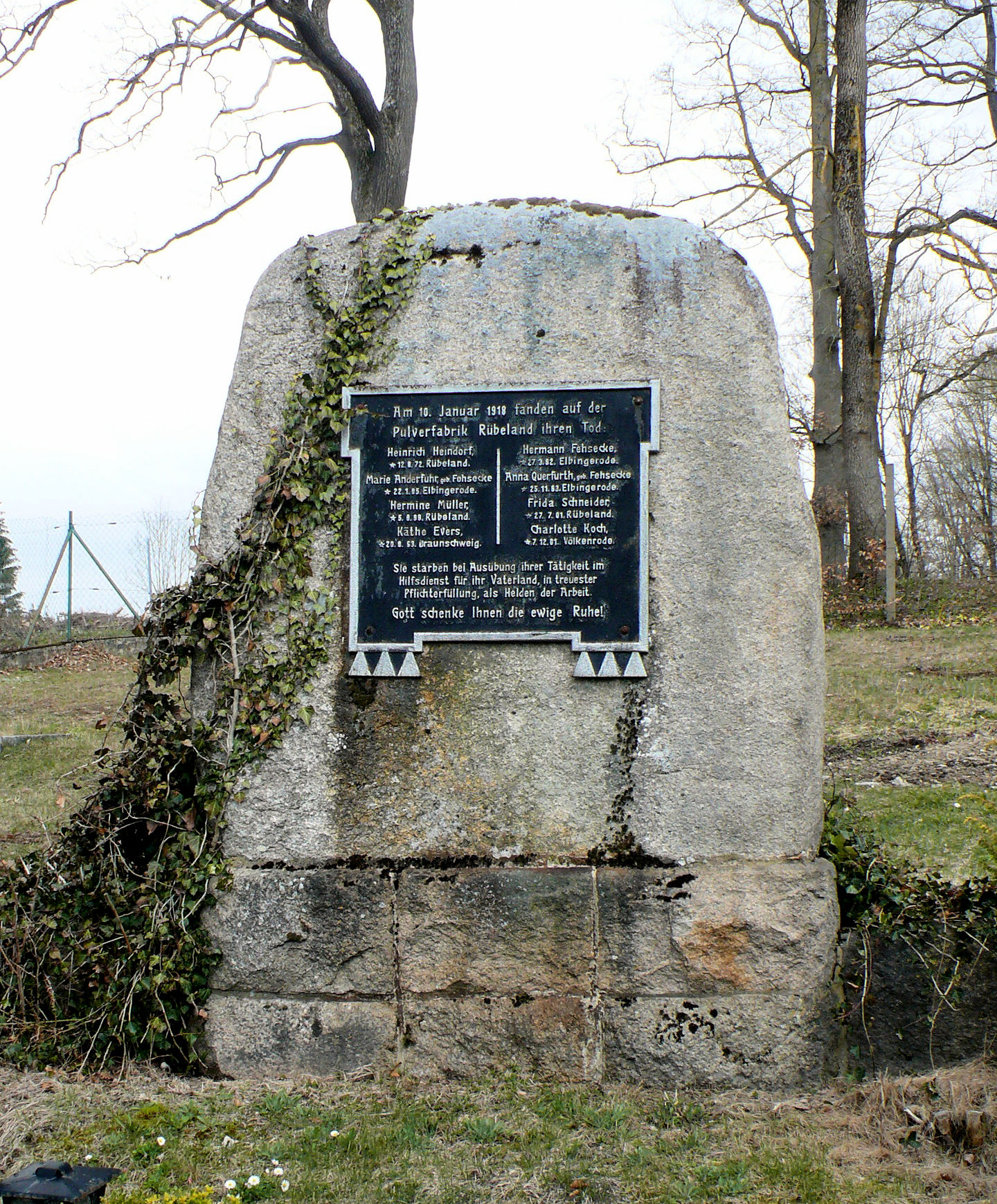
Gedenkstein an die 8 Rübeländer Opfer der Pulverexplosion 1918

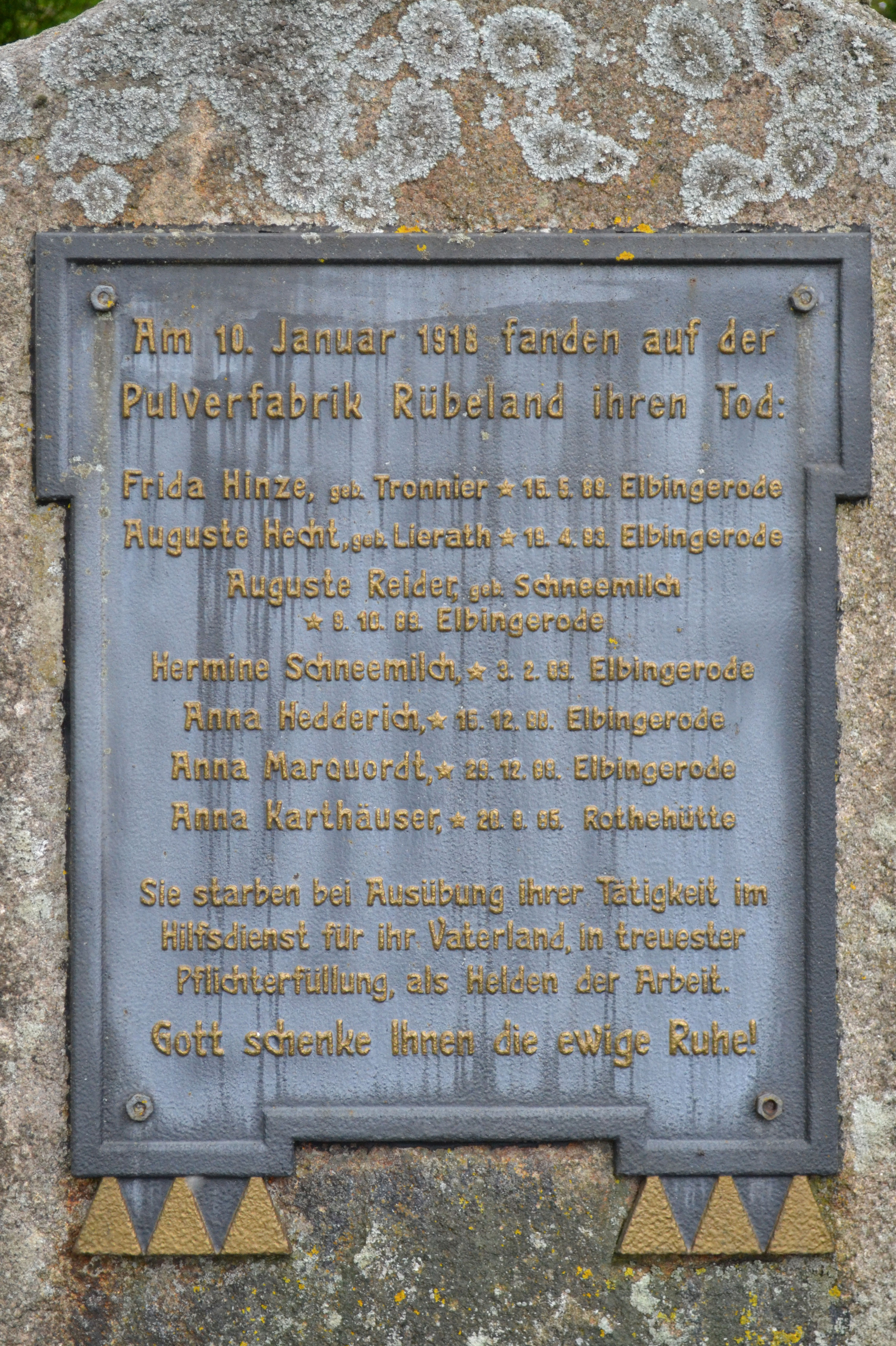
Gedenkstein des Unglücks für die 7 Opfer aus Elbingerode

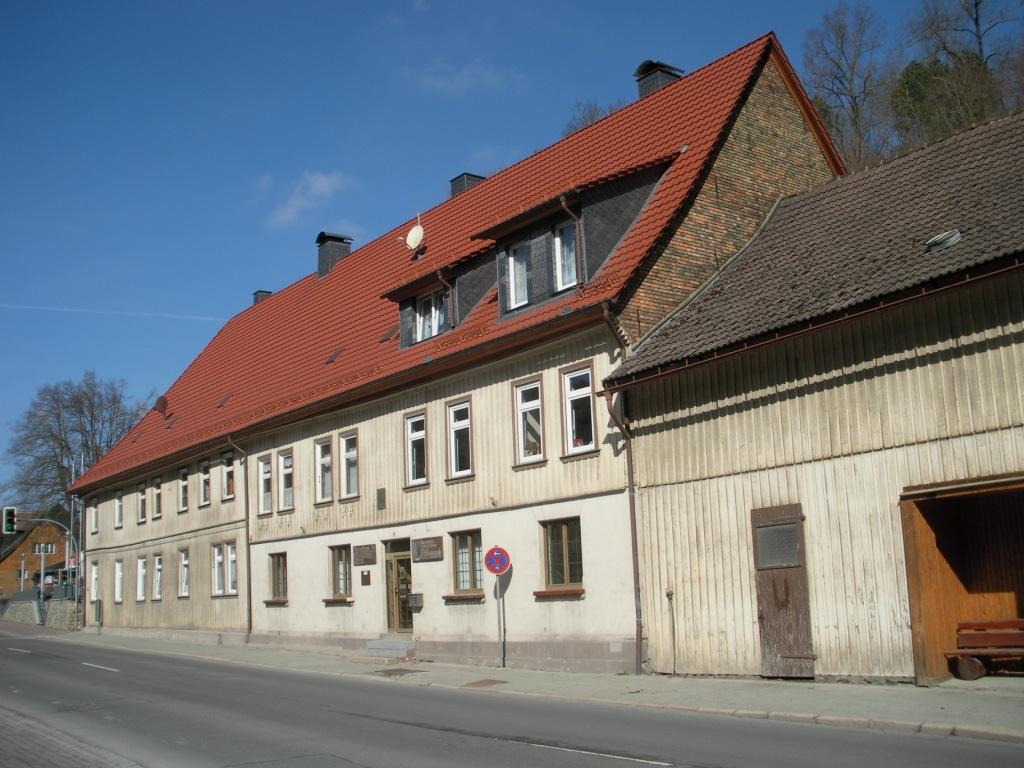
Rübeland, ehemalige Gemeindeverwaltung

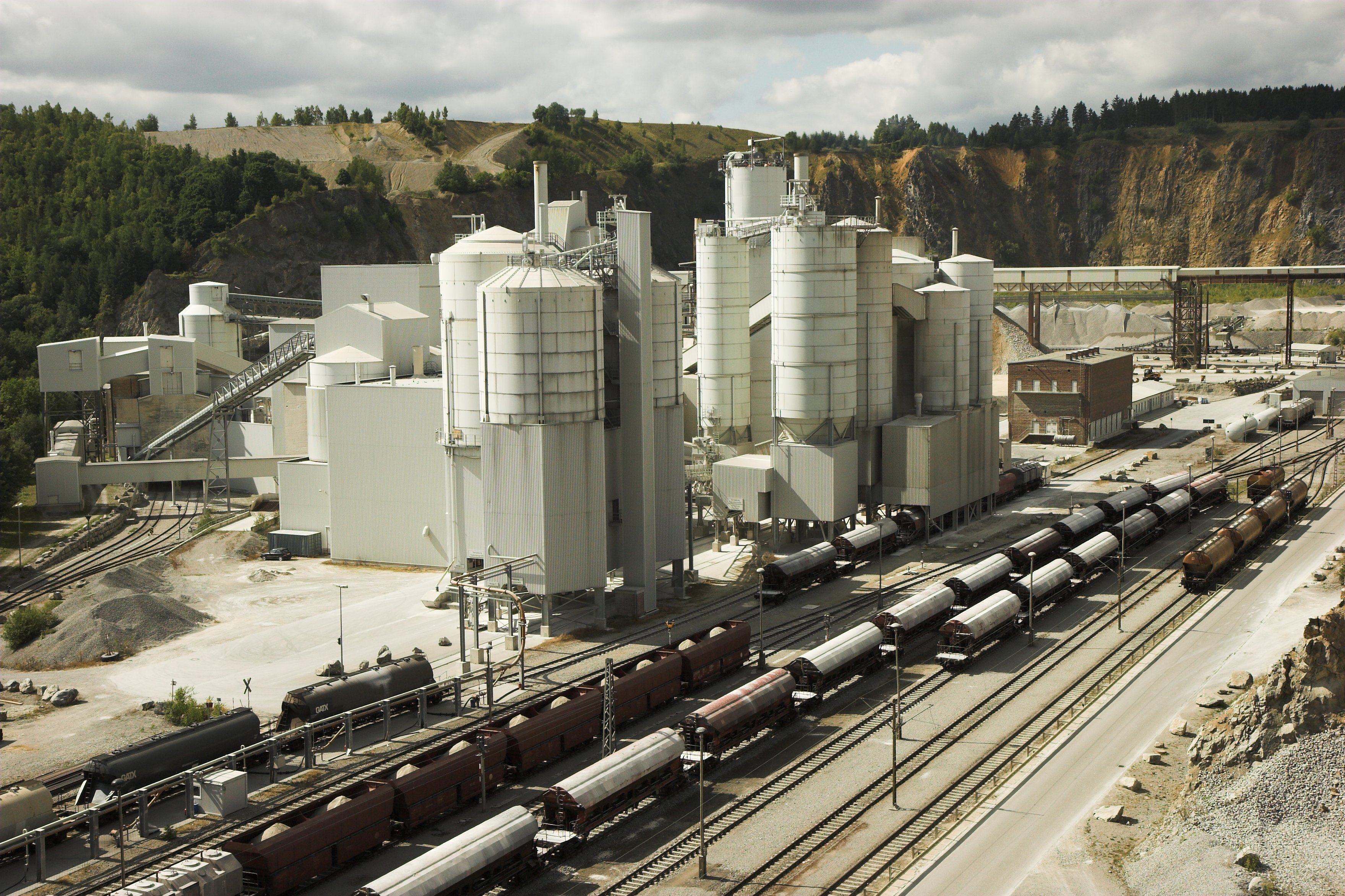
Das große Kalkwerk westlich von Rübeland wurde nach der Wende von den Fels-Werken übernommen

Am 10. Januar 1918 ereignete sich in der Pulvermühle Cramer & Buchholz am Hahnenkopf eine schwere Explosion bei der neun Personen schwer verletzt, 30 bis 40 leicht und 14 getötet wurden – unter den Getöteten befand sich die Malerin Käthe Evers.
1928 wurde die Eingangszone der Baumannshöhle umgestaltet und das Museum eröffnet.
1938 begann der Bau der Rappbode-Talsperre, wurde aber 1942 wegen des Zweiten Weltkriegs abgebrochen. Während des Krieges verrichteten zahlreiche sowjetische Kriegsgefangene im Kalkwerk Zwangsarbeit. In der Endphase des Zweiten Weltkriegs kamen viele Menschen in den Raum Nordhausen, die vor der aus Osten herannahenden Front zurückwichen.
Auf dem Friedhof Rübeland erinnern zahlreiche Holzkreuze an im April 1945 gefallene Wehrmachtsoldaten.
In den Jahren 1948 bis 1950 befiel der Borkenkäfer die Wälder um Rübeland so stark, dass große Flächen des Fichtenbestandes gerodet werden mussten. Am 1. Juli 1950 wurde der südöstliche Nachbarort Neuwerk nach Rübeland eingemeindet. Um den Ostharz vor Hochwasser zu schützen und die Versorgung mit Trinkwasser zu gewährleisten, wurde der Bau der Rappbode-Talsperre wieder aufgenommen; am 1. September 1952 konnte der Grundstein der Staumauer gelegt werden.
In den Jahren 1952 und 1953 gelang es Rübeländer Jugendlichen, ein völlig vermülltes Mundloch in der Märtensstraße (im Volksmund Kamerun genannt) frei zu legen. Dadurch entdeckten sie eine neue, nach ihrem Entdecker Schmiedeknecht-Höhle getaufte Naturhöhle. In deren Berggeisthalle steht der spektakulärste aller Rübeländer Stalagmiten.
Zu DDR-Zeiten wurde in der Marmormühle (oder Kreuzmühle) im Kreuztal ein Ferienlager betrieben.
Seit 1957 ist das einen Kilometer entfernte Susenburg ein Ortsteil Rübelands. Mitte der 1960er-Jahre wurde die Rübelandbahn erweitert, um mehr Transportkapazitäten für das Kalkwerk zu schaffen; das steilste Teilstück überwindet 6,2 % Steigung.
1999 nahm in Rübeland Deutschlands erste Koalition aus CDU und PDS ihre Arbeit auf. Am 3. Dezember 2001 wurde Bernhard Langes Heimatstück „Die vom rauhen Lande“ im Rahmen der Rübeländer Höhlenfestspiele von der Laienspielgruppe Rübeland aufgeführt. Das Jahr 2004 brachte kommunalpolitische Veränderungen. Neben der Umbenennung wurde die Einheitsgemeinde Stadt Elbingerode (Harz) gebildet, zu der neben Höhlenort Rübeland auch Elbingerode und Königshütte gehören. Im Zuge weiterer Gemeindegebietsreformen wurde am 1. Januar 2010 die Stadt Oberharz am Brocken gegründet, deren Ortsteil Höhlenort Rübeland seitdem ist.
Besondere Bedeutung in der Verkehrstechnik erlangte die Bahnstrecke von Blankenburg (Harz) über Rübeland nach Tanne (Rübelandbahn). Sie wird nur noch bis Elbingerode betrieben (Näheres hier).
In Rübeland befand sich eine Ausbildungseinrichtung der Volkspolizei, die Schulungen und Weiterbildungen sowie einfache Übungen durchführte. Das Gelände wurde nach der Wende von 1989 von der Polizei Sachsen-Anhalt übernommen und bis zum Jahr 2006 betrieben – bis 2003 als  externes Objekt der Fachhochschule Polizei Sachsen-Anhalt. Heute beherbergt das im Zuge von Polizeistrukturreformen aufgegebene Objekt eine Pension mit kleinem Polizeimuseum.

### Postwesen
Zur Entwicklung des Postwesens in Rübeland  siehe: Postroute Braunschweig–Blankenburg.

## Rübeland in der Literatur
„Die düstere Schöne, die Bode, empfing mich nicht so gnädig, und als ich sie im schmiededunkeln Rübeland zuerst erblickte, schien sie gar mürrisch und verhüllte sich in einen silbergrauen Regenschleier: aber mit rascher Liebe warf sie ihn ab, als ich auf die Höhe der Roßtrappe gelangte, ihr Antlitz leuchtete mir entgegen in sonnigster Pracht, aus allen Zügen hauchte eine kolossale Zärtlichkeit, und aus der bezwungenen Felsenbrust drang es hervor wie Sehnsuchtseufzer und schmelzende Laute der Wehmut.“
– Heinrich Heine: Die Harzreise (1826)
„Bald erhoben sich die nackten Felswände an beiden Seiten, ein schmaler Fußpfad lief an dem engen Flußbett entlang, ich war in Rübeland, ein Name, den man von „Räuberland“ herleitet, weil hier in allen Zeiten auf einem der Felsen eine Räuberburg lag, die aber jetzt bis auf die Wallgräben verschwunden ist.“
– Hans Christian Andersen: Reiseschatten (1831)

## Gedenkstätten
- Sowjetisches Ehrenmal auf dem Ortsfriedhof für 32 Kriegsgefangene, die Opfer von Zwangsarbeit wurden

## Söhne und Töchter des Ortes
- Carl Preen (1824–1889), Sozialreformer und Hüttendirektor
- Ferdinand Tiemann (1848–1899), Chemiker, synthetisierte Vanillin
- Gustav Spengler (1913–1992), Psychologe
- Rolf Fischer (1930–2013), Generalmajor der Zivilverteidigung der DDR